# L'Anniversaire de Mickey
Pour plus de détails, voir Fiche technique et Distribution.
L'Anniversaire de Mickey (Mickey's Birthday Party) est un dessin animé de Mickey Mouse produit par Walt Disney pour RKO Radio Pictures, sorti le 7 février 1942. C'est l'avant-dernier film de Mickey Mouse avant son retour en 1947.

## Synopsis
C'est l'anniversaire de Mickey. Ses amis, Donald, Clara Cluck, Minnie, Horace et Clarabelle Cow lui offrent un orgue électrique. Dingo est lui en cuisine pour préparer le gâteau.

## Fiche technique
- Titre : Mickey's Birthday Party
- Autres titres[1] :
  - Allemagne : Mickys Geburtstagsparty
  - Finlande : Mikin syntymäpäiväkutsut
  - France : L'Anniversaire de Mickey
  - Suède : Musse Piggs födelsedag, Musse Piggs födelsedagskalas
- Série : Mickey Mouse
- Réalisateur : Riley Thompson et Hamilton Luske
- Voix : Pinto Colvig (Dingo), Walt Disney (Mickey), Florence Gill (Clara Cluck), Clarence Nash (Donald)
- Producteur : Walt Disney, John Sutherland
- Distributeur : RKO Radio Pictures
- Date de sortie : 7 février 1942[2]
- Format d'image : couleur
- Durée : 8 minutes
- Langue : (en)
- Pays :  États-Unis

## Voix françaises

### 1erdoublage (exploité dansMickey Jubilé, 1978)
- Roger Carel : Mickey Mouse
- Guy Montagné: Donald Duck
- Georges Atlas : Dingo

### 2edoublage (1989)
- Jean-Paul Audrain : Mickey Mouse
- Roger Carel : Dingo
- Sylvain Caruso : Donald Duck

### 3edoublage (années 2010)
- Laurent Pasquier : Mickey Mouse
- Marie-Charlotte Leclaire : Minnie Mouse et Nathan Nolet
- Emmanuel Curtil : Dingo
- Sylvain Caruso : Donald Duck

## Commentaires
Ce film reprend le thème de l'anniversaire de Mickey pris pour sujet par Le Goûter d'anniversaire (The Birthday Party, 1931) mais ici avec les personnages apparus entre-temps comme Donald et Clara Cluck.